# Septicflesh
Septicflesh, anciennement Septic Flesh, est un groupe de death metal symphonique grec, originaire d'Athènes.

## Biographie

### Débuts (1990–2003)
Le groupe, formé en 1990, enregistre une première démo, Temple of the Lost Race, en 1991. La formation ne change qu'en 1997, avec le recrutement de Nathalie Rassoulis au chant sur l'album Ophidian Wheel. Le groupe se sépare en 2003, et les membres participent alors à différents projets : Chaostar pour Christos Antoniou, ainsi que Firewind et Nightfall pour Bob Katsionis.

### Réunion (2007–2010)
Le groupe se reforme le 19 février 2007, à l'occasion du Metal Healing Festival en Grèce, aux côtés d'Orphaned Land, Rage et Aborted. Le 3 avril 2007, le site Blabbermouth.net annonce la réunion du groupe pour un septième album studio pour le label franco-américain Season of Mist. D'après Christos Antoniou, guitariste et compositeur du groupe, 80 musiciens et une chorale de 32 chanteurs ont participé à l'album, qui est ensuite finalisé au sein du Studio Fredman en Suède. Cet album, Communion, est publié en avril 2008. À cette occasion, le groupe décide de changer son nom Septic Flesh pour Septicflesh. Dans une interview donnée au site lordsofmetal.nl, Christos Antiniou justifie ce changement simplement par une préférence d'ordre esthétique et pour marquer une nouvelle étape dans la vie du groupe.

### The Great MassetTitan(depuis 2011)
Le 10 septembre 2009, le groupe annonce un nouvel album studio, prévu pour le début de 2011. Le 17 décembre 2010, le groupe publie son premier single extrait de l'album, intitulé The Vampire from Nazareth, et annonce sa sortie pour le 28 avril 2011 au Royaume-Uni et le 29 aux États-Unis. En avril 2012, la signature du groupe au label Prosthetic Records est annoncée.
En octobre 2013, les membres entrent aux Devasoundz Studios pour enregistrer dix nouvelles chansons pour leur nouvel album prévu pour le début de 2014 via Prosthetic Records en Amérique du Nord. Les enregistrements sont terminés en janvier 2014. Le 12 février 2014, ils annoncent plus de détails sur leur nouvel album, intitulé Titan, qui est publié à l'international en juin 2014. Le 15 décembre 2014, Kerim « Krimh » Lechner se joint à Septicflesh comme nouveau batteur, après le départ de Fotis Benardo (alias Fotis Gianakopoulos).
En 2018 ils se produisent au Bloodstock Open Air au Royaume-Uni.

## Membres

### Membres actuels
- Spiros « Seth » Antoniou – chant guttural, basse
- Sotiris Vayenas – chant clair, guitare, claviers
- Christos « Chris » Antoniou – guitare
- Kerim « Krimh » Lechner – batterie

### Membres de sessions
- Nathalie Rassoulis – voix soprano
- Bob Katsionis – claviers

### Anciens membres
- George Zaharopoulos – claviers
- Akis Kapranos – batterie
- Fotis Giannakopoulos – batterie

## Discographie

### Albums studio
- 1994 : Mystic Places of Dawn
- 1995 : Esoptron
- 1997 : Ophidian Wheel
- 1998 : A Fallen Temple
- 1999 : Revolution DNA
- 2003 : Sumerian Daemons
- 2008 : Communion
- 2011 : The Great Mass
- 2014 : Titan
- 2017 : Codex Omega
- 2020 : infernus Sinfonica MMXIX
- 2022 : Modern Primitive

### Démos
- 1991 : Temple of the Lost Race